# 阿亨湖
47°26′N 11°43′E / 47.433°N 11.717°E

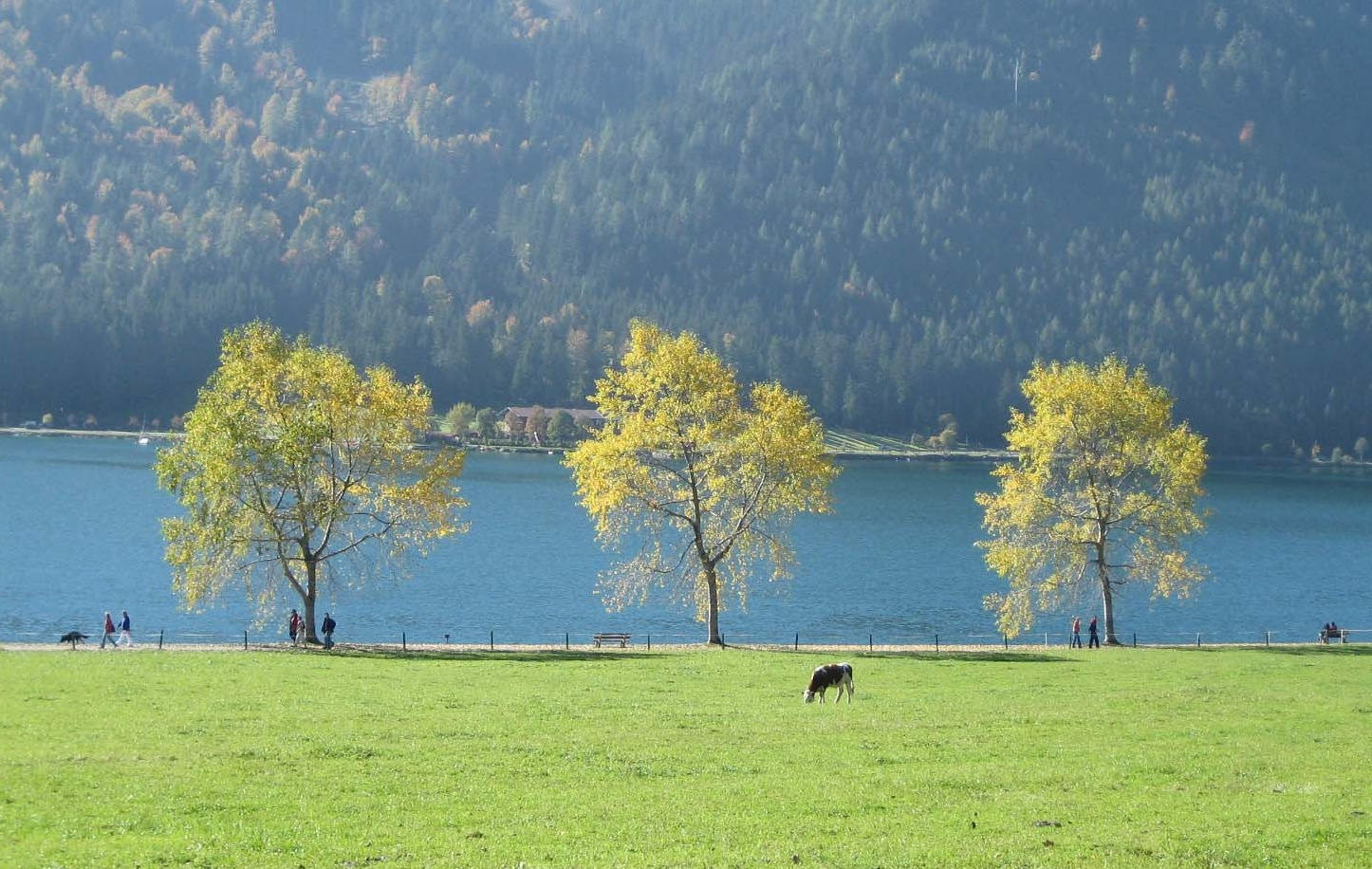

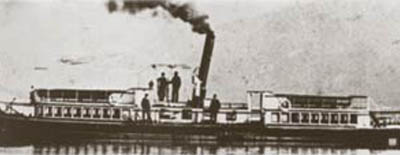

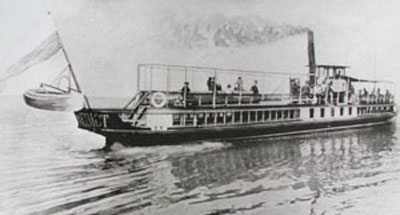

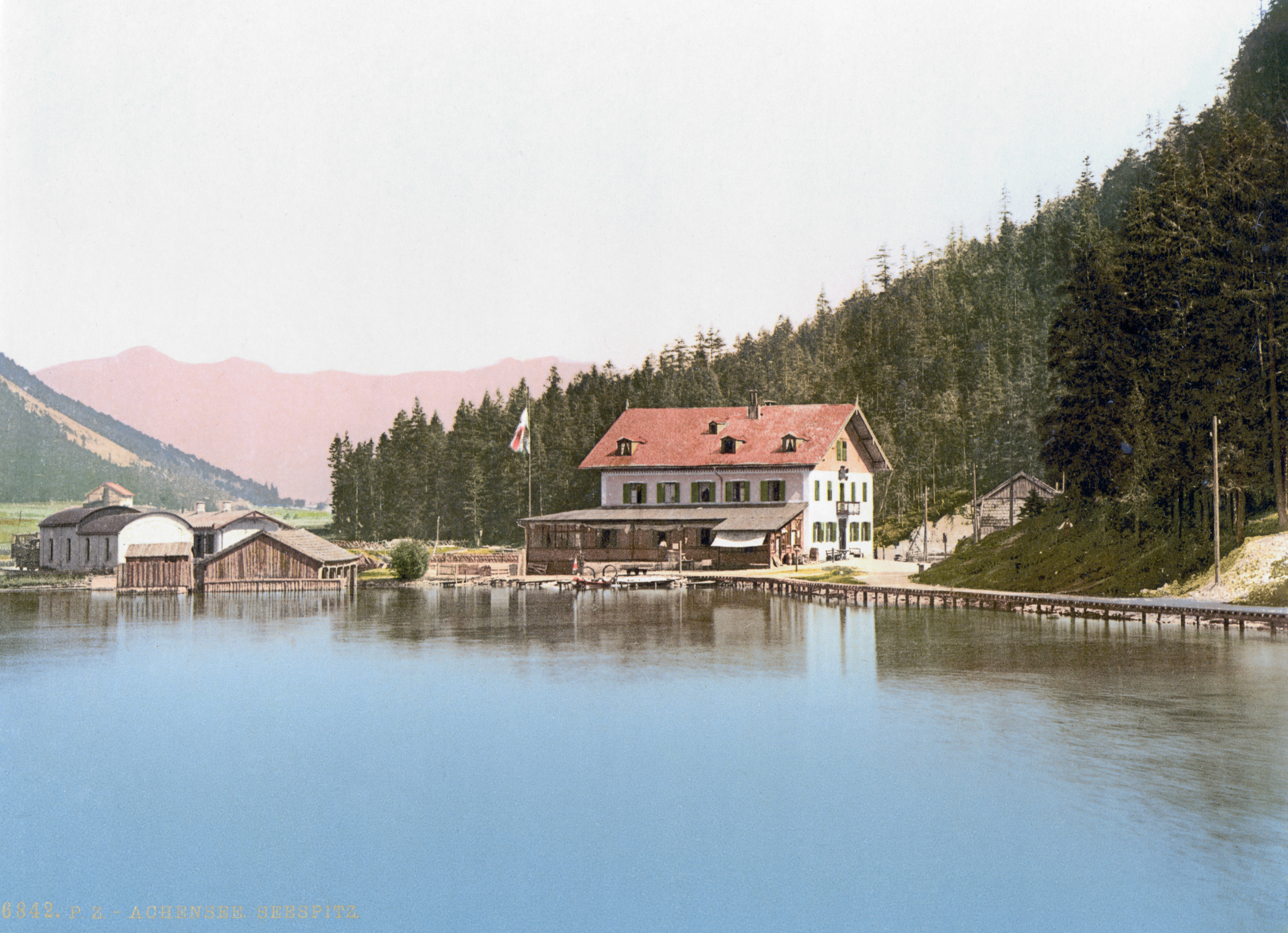

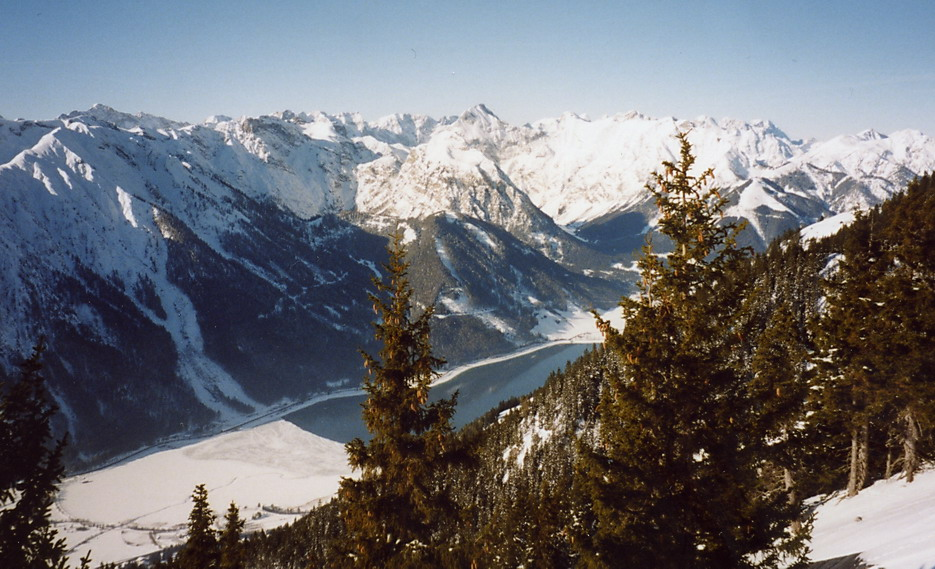

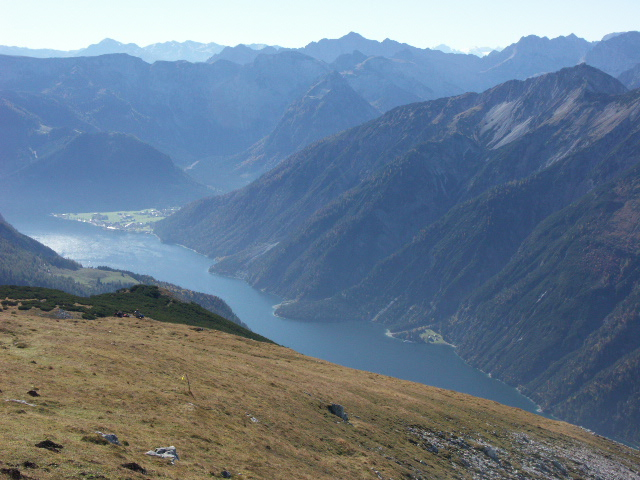

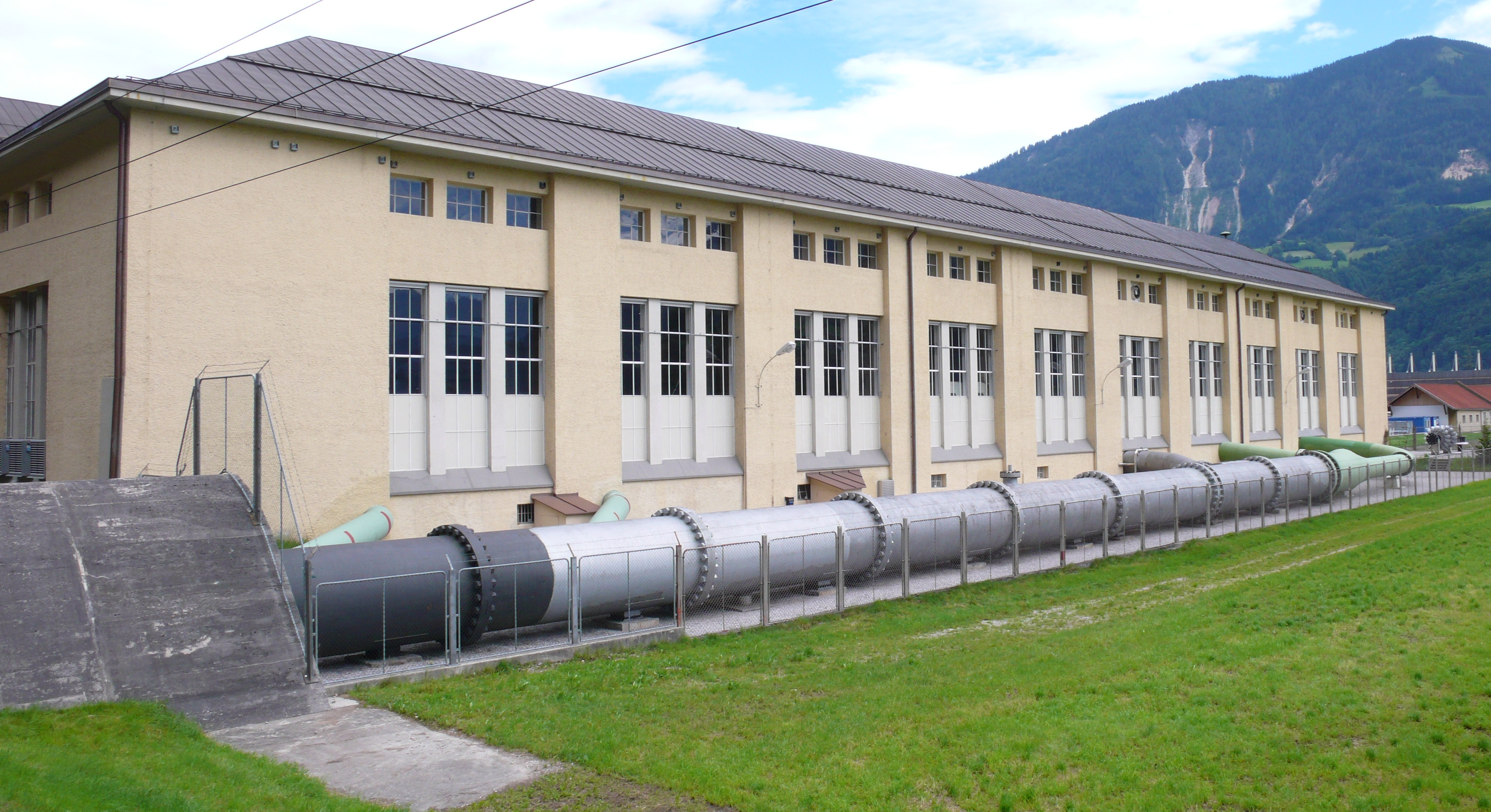

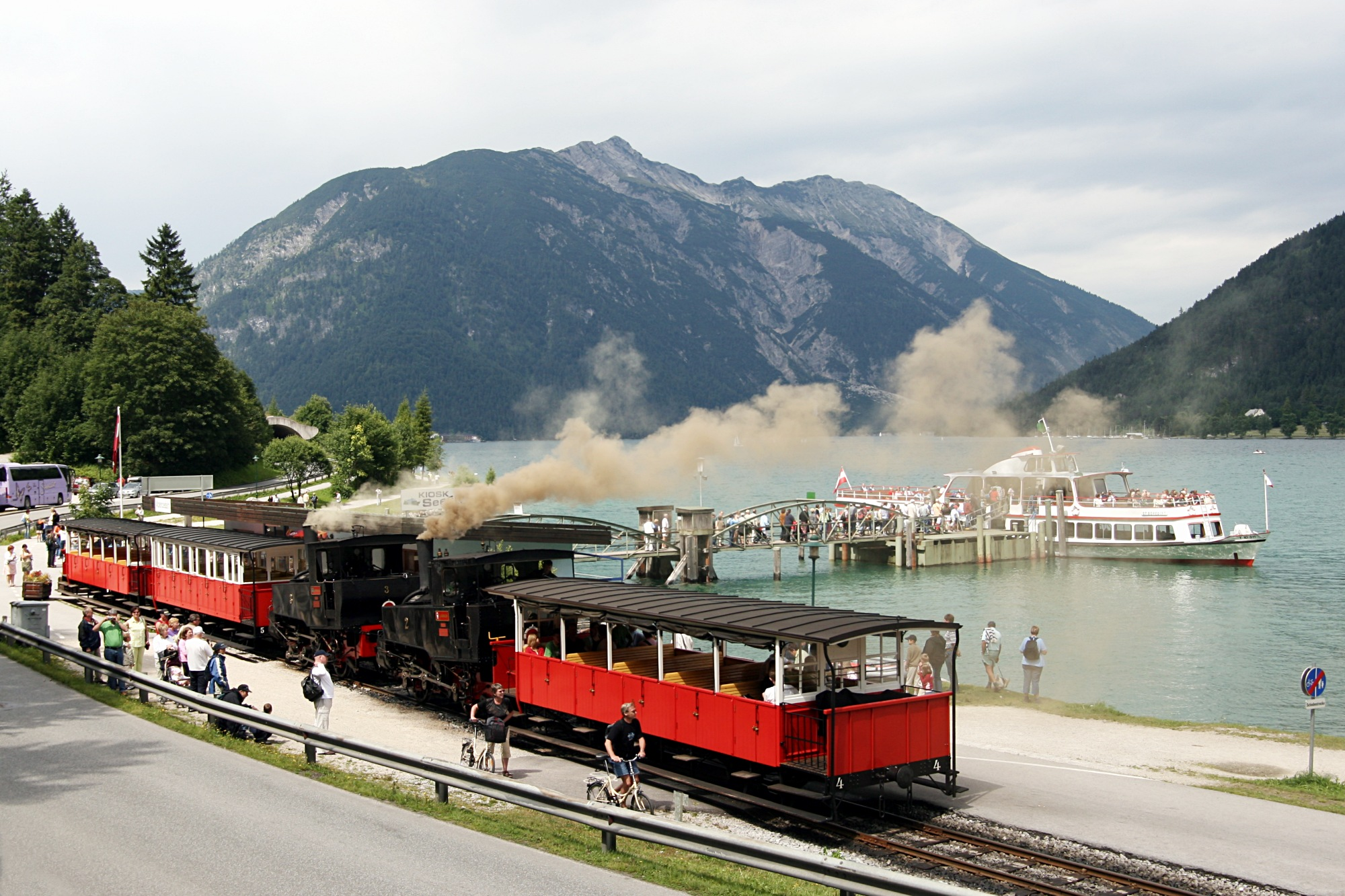

阿亨湖（德语：Achen）是奧地利的湖泊，由蒂罗尔州負責管轄，長9.4公里、寬1公里，面積6.8平方公里，海拔高度929米，最大水深133米，是該國最深的湖泊，蓄水量0.48立方公里。

## 外部連結
- Achensee （页面存档备份，存于） - travel information at Wikivoyage
- Achensee powerplant （页面存档备份，存于）, architecture archive